# Rover P5
 (novembre 2019).
Si vous disposez d'ouvrages ou d'articles de référence ou si vous connaissez des sites web de qualité traitant du thème abordé ici, merci de compléter l'article en donnant les références utiles à sa vérifiabilité et en les liant à la section « Notes et références ».
La série Rover P5 est un type d'automobiles de type berline et coupé produites par Rover de 1958 à 1973. Les modèles étaient commercialisés sous les noms Rover 3 litres, Rover 3,5 litres et Rover 3½ litres.
La P5 était plus grande que la P4 qu’elle a remplacée. 69 141 unités ont été construites.